# Список підрозділів окружного секретаріату Південної провінції
Підрозділи окружного секретаріату Південної провінції Шрі-Ланки

## Округ Ґалле
- Акмеемана (підрозділ окружного секретаріату)
- Амбалангода (підрозділ окружного секретаріату)
- Баддегама (підрозділ окружного секретаріату)
- Балапітія (підрозділ окружного секретаріату)
- Бентота (підрозділ окружного секретаріату)
- Бопе-Поддала (підрозділ окружного секретаріату)
- Елпітія (підрозділ окружного секретаріату)
- Галле (підрозділ окружного секретаріату)
- Гонапінувала (підрозділ окружного секретаріату)
- Хабарадува (підрозділ окружного секретаріату)
- Хіккадува (підрозділ окружного секретаріату)
- Імадува (підрозділ окружного секретаріату)
- Каранденія (підрозділ окружного секретаріату)
- Нагода (підрозділ окружного секретаріату)
- Нелува (підрозділ окружного секретаріату)
- Ніягама (підрозділ окружного секретаріату)
- Тавалама (підрозділ окружного секретаріату)
- Велівітія-Дівітура (підрозділ окружного секретаріату)
- Яккаламулла (підрозділ окружного секретаріату)

## Округ Хамбантота
- Амбалантота (підрозділ окружного секретаріату)
- Ангунаколапелесса (підрозділ окружного секретаріату)
- Беліатта (підрозділ окружного секретаріату)
- Хамбантота (підрозділ окружного секретаріату)
- Катувана (підрозділ окружного секретаріату)
- Лунугамвехера (підрозділ окружного секретаріату)
- Окевела (підрозділ окружного секретаріату)
- Сооріявева (підрозділ окружного секретаріату)
- Тангалле (підрозділ окружного секретаріату)
- Тіссамахарама (підрозділ окружного секретаріату)
- Валасмулла (підрозділ окружного секретаріату)
- Вееракетія (підрозділ окружного секретаріату)

## Округ Матара
- Акуресса (підрозділ окружного секретаріату)
- Атуралія (підрозділ окружного секретаріату)
- Девінувара (підрозділ окружного секретаріату)
- Дікквелла (підрозділ окружного секретаріату)
- Хакмана (підрозділ окружного секретаріату)
- Камбурупітія (підрозділ окружного секретаріату)
- Кірінда (підрозділ окружного секретаріату)
- Пухулвелла (підрозділ окружного секретаріату)
- Котапола (підрозділ окружного секретаріату)
- Малімбада (підрозділ окружного секретаріату)
- Матара (підрозділ окружного секретаріату)
- Мулатіяна (підрозділ окружного секретаріату)
- Пасгода (підрозділ окружного секретаріату)
- Пітабеддара (підрозділ окружного секретаріату)
- Тіхагода (підрозділ окружного секретаріату)
- Велігама (підрозділ окружного секретаріату)
- Веліпітія (підрозділ окружного секретаріату)